# 春天的开花树
《春天的开花树》（Vasanthathile Poomarangal），是政治活动家普利文（他被描述为毛主义者）化名Roopesh写的小说，DC Books将该小说命名为《毛主义者》（Maoist），而Green Books的标题为《春天的开花树》（Vasanthathile Poomarangal）。这部小说是根据对喀拉拉邦毛主义者的报道编写的。它讲述了政治人物的活动以及警察在此问题上的干预。